# 극락조자리
극락조자리(Apus Constellation)는 희미한 남쪽 하늘의 별자리이다. 특히 천구의 남극 가까이에 있다. 북반구 국가 중에서는 북위 5도 이남의 국가들에서만 볼 수 있다.

## 특징
극락조자리 θ 항성은 반규칙적인 맥동 변광성(SRB)으로, 119일의 주기로 +5.1등급 ~ +6.7등급 사이에서 밝기가 변한다.또한 이 별은 적색거성으로, 태양의 약 100배의 절대등급을 갖는다. 거리는 약 650광년이다.

## 별과 천체
극락조 자리에는 인상적인 성단이 많은데, NGC 6101, IC 4499, 매우 특이한 구조를 보이는 성운 IC 4633을 들 수 있다. 가장 밝은 별은 광도가 3.8등급인 극락조자리 알파(α)별이다.

## 역사

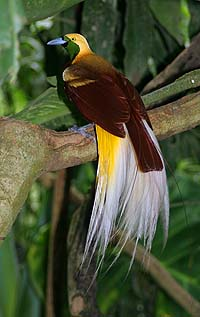
극락조

두 탐험가(Pieter Dirkszoon Keyser , Frederick de Houtman between)가 1600년경에 만든 12 별자리 중 하나이며, 요한 바이어의 《우라노메트리아(Uranometria)》(1603년)에 처음으로 실렸다. 뉴기니섬의 극락조(흔히 풍조라 부른다.)를 나타낸다.

## 신화
근대에 만들어진 별자리여서 관련된 신화는 없다.

## 같이 보기
- 불사조자리